# 郑场镇 (绥阳县)
郑场镇，是中华人民共和国贵州省遵义市绥阳县下辖的一个乡镇级行政单位。

## 行政区划
郑场镇下辖以下地区：
社区、大楠村、卧龙村、狮山村、清源村、凤凰村、伞水村、底坝村和上坪村。